# Pachygrapsus fakaravensis
Pachygrapsus fakaravensis Rathbun, 1907 è un granchio marino indo-pacifico appartenente alla famiglia Grapsidae.

## Etimologia
L'epiteto specifico si riferisce al locus typicus di questa specie, l'atollo di Fakarava.

## Descrizione
Presenta un carapace striato orizzontalmente e appena più largo che lungo. Negli esemplari maschili, i chelipedi sono diseguali. Gli ultimi tre segmenti dei pereiopodi sono dotati di lunghe setole; setole più corte e fini sono presenti anche sul carapace. Non supera i 5 cm, e la colorazione varia dal bruno al bruno violaceo.
Somiglia a Pachygrapsus plicatus, dal quale si distingue per le striature sul carapace più definite e per i lati del carapace, che sono paralleli anziché convergenti. Un'altra specie simile è Pachygrapsus corrugatus, ma P. fakaravensis presenta striature molto più evidenti sui tergiti dell'addome, caratteristica che risalta soprattutto negli esemplari maschili.

## Distribuzione e habitat
È una specie dall'areale ampio; nonostante ciò è sia poco comune che poco conosciuta. È stata segnalata nelle acque di Riunione, della Polinesia Francese e a nord fino alle isole Ryukyu; è probabile che la popolazione presente alle Hawaii sia alloctona.  Vive su scogliere e fondali rocciosi fino a 60 m di profondità.